# Eumyias albicaudatus
Eumyias albicaudatus là một loài chim trong họ Muscicapidae.

## Hình ảnh

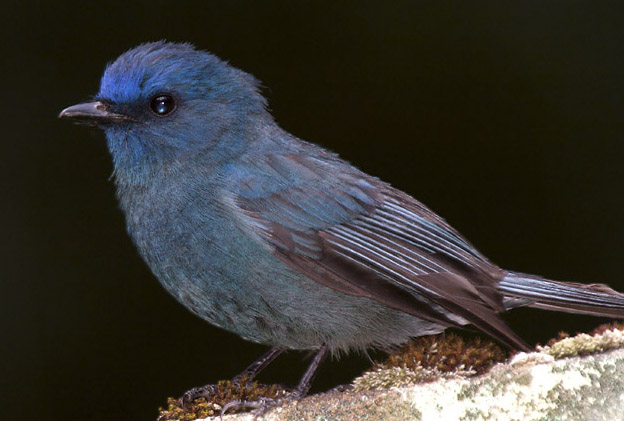
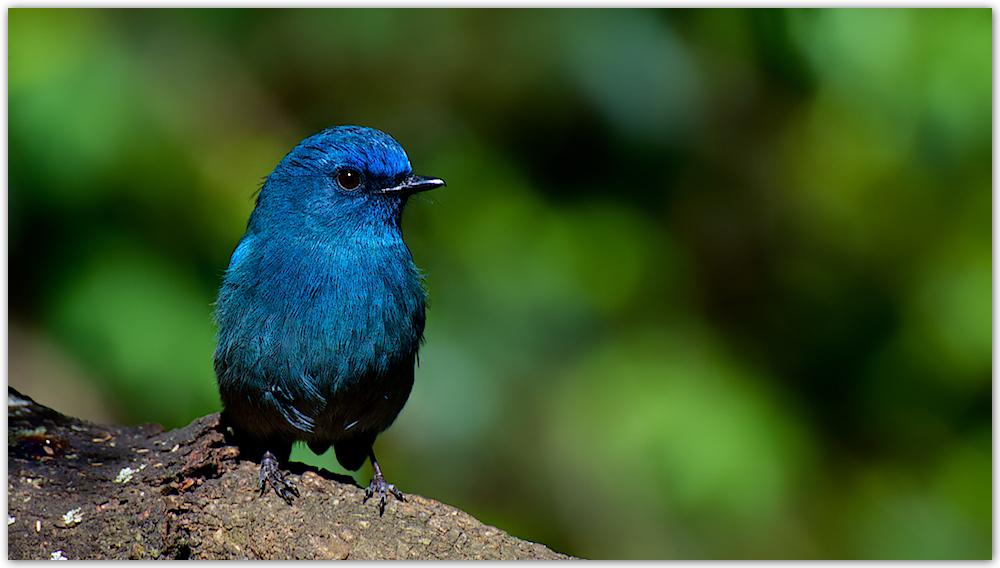
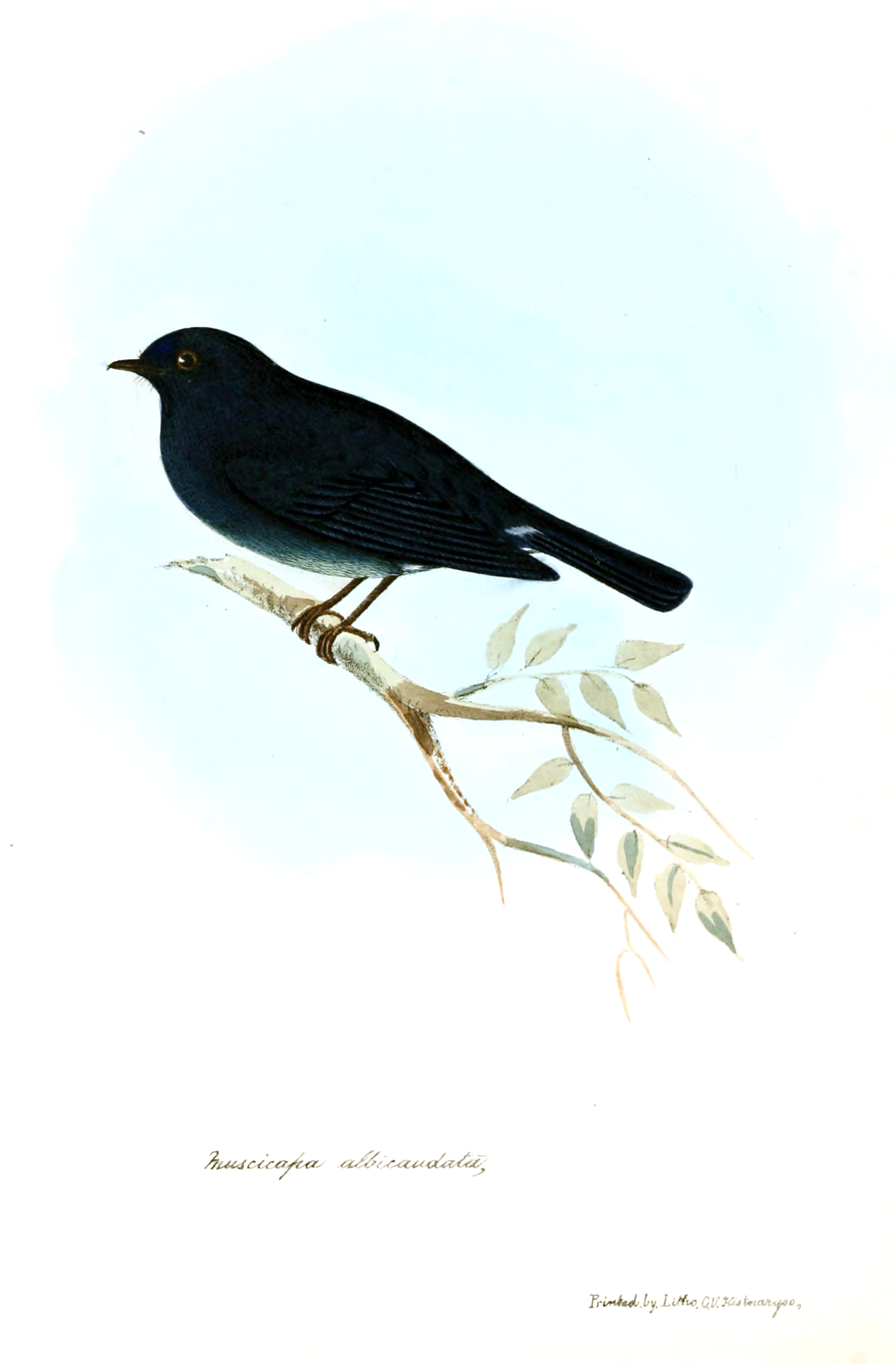
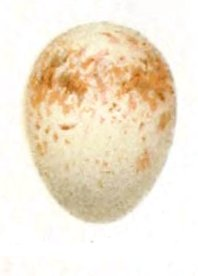